# Yukarıbük, Merzifon
Yukarıbük là một xã thuộc huyện Merzifon, tỉnh Amasya, Thổ Nhĩ Kỳ. Dân số thời điểm năm 2010 là 101 người.